# Nevian Michira
Nevian Michira (* 29. November 1994) ist eine kenianische Sprinterin, die sich auf den 400-Meter-Lauf spezialisiert hat.

## Sportliche Laufbahn
Erste internationale Erfahrungen sammelte Nevian Michira im Jahr 2011, bei denen sie bei den Jugendweltmeisterschaften nahe Lille im 400-Meter-Lauf mit 57,46 s in der ersten Runde ausschied. 2018 nahm sie mit der kenianischen 4-mal-400-Meter-Staffel an den Afrikameisterschaften in Asaba teil und gewann dort in 3:35,45 min die Silbermedaille hinter dem Team aus Nigeria. Bei den IAAF World Relays 2019 in Yokohama gelangte sie mit 3:43,01 min auf den achten Platz im B-Finale.

## Persönliche Bestzeiten
- 400 Meter: 53,31 s, 23. Juni 2018 in Nairobi